# 平 (川崎市)
平（たいら）は、川崎市宮前区の町名。現行行政地名は平1丁目から平6丁目、住居表示実施済区域。面積は105.75 ha。

## 地理
宮前区北部に位置し、北で多摩区長尾、北東で五所塚、東で神木本町、南でけやき平、南西で白幡台、西で初山、北西で多摩区東生田と隣接する。町域内は住宅地として利用されるほか緑地や、大小さまざまな公園が散在する。

### 地価
住宅地の地価は、2025年（令和7年）1月1日の公示地価によれば、平3-23-15の地点で16万7000円/m²、
平4-17-45の地点で18万8000円/m²となっている。

## 歴史
戦国時代には見える地名。『小田原衆所領役帳』（1559年）にも「稲毛平之村 葛山」と記載されている。
江戸時代後期成立の『新編武蔵風土記稿』には、平という地名は「葛山平殿」という人物が領主だったことから来たという伝承を載せているが、人名が地名になったかは疑わしい。
1985年（昭和60年）11月5日に住居表示の実施に伴い、平1丁目から平6丁目が新設された。
- 平1丁目 平字風久保、字堰下、字東の各一部
- 平2丁目 平字風久保、字高山、字原ケ谷、字堰下、字東、字宮ノ谷、五所塚2丁目の各一部
- 平3丁目 平字高山、字原ケ谷の各一部
- 平4丁目 平字原ケ谷、字堰下、字東、字宮ノ谷の各一部
- 平5丁目 平字堰下、字東、向ケ丘字南平の各一部
- 平6丁目 平字東、向ケ丘字南平の各一部

（平字宮ノ谷の一部は南平台に編入）

## 世帯数と人口
2025年（令和7年）3月31日現在（川崎市発表）の世帯数と人口は以下の通りである。
| 丁目    | 世帯数    | 人口     |
| ------- | --------- | -------- |
| 平1丁目 | 1,351世帯 | 2,894人  |
| 平2丁目 | 1,680世帯 | 3,146人  |
| 平3丁目 | 730世帯   | 1,570人  |
| 平4丁目 | 624世帯   | 1,410人  |
| 平5丁目 | 694世帯   | 1,441人  |
| 平6丁目 | 687世帯   | 1,426人  |
| 計      | 5,766世帯 | 11,887人 |

### 人口の変遷
国勢調査による人口の推移。
| 年                 | 人口   |
| ------------------ | ------ |
| 1995年（平成7年）  | 11,454 |
| 2000年（平成12年） | 12,013 |
| 2005年（平成17年） | 12,232 |
| 2010年（平成22年） | 12,357 |
| 2015年（平成27年） | 12,454 |
| 2020年（令和2年）  | 12,043 |

### 世帯数の変遷
国勢調査による世帯数の推移。
| 年                 | 世帯数 |
| ------------------ | ------ |
| 1995年（平成7年）  | 3,804  |
| 2000年（平成12年） | 4,270  |
| 2005年（平成17年） | 4,676  |
| 2010年（平成22年） | 4,912  |
| 2015年（平成27年） | 5,064  |
| 2020年（令和2年）  | 5,261  |

## 学区
市立小・中学校に通う場合、学区は以下の通りとなる（2022年4月時点）。
| 丁目    | 番・番地等     | 小学校               | 中学校             |
| ------- | -------------- | -------------------- | ------------------ |
| 平1丁目 | 全域           | 川崎市立向丘小学校   | 川崎市立平中学校   |
| 平2丁目 | 全域           | 川崎市立向丘小学校   | 川崎市立平中学校   |
| 平3丁目 | 全域           | 川崎市立向丘小学校   | 川崎市立平中学校   |
| 平4丁目 | 1～5番 7～21番 | 川崎市立向丘小学校   | 川崎市立平中学校   |
| 平4丁目 | 6番            | 川崎市立白幡台小学校 | 川崎市立犬蔵中学校 |
| 平5丁目 | 全域           | 川崎市立向丘小学校   | 川崎市立平中学校   |
| 平6丁目 | 全域           | 川崎市立平小学校     | 川崎市立向丘中学校 |

## 事業所
2021年（令和3年）現在の経済センサス調査による事業所数と従業員数は以下の通りである。
| 丁目    | 事業所数  | 従業員数 |
| ------- | --------- | -------- |
| 平1丁目 | 60事業所  | 528人    |
| 平2丁目 | 76事業所  | 880人    |
| 平3丁目 | 45事業所  | 290人    |
| 平4丁目 | 26事業所  | 238人    |
| 平5丁目 | 17事業所  | 83人     |
| 平6丁目 | 22事業所  | 101人    |
| 計      | 246事業所 | 2,120人  |

### 事業者数の変遷
経済センサスによる事業所数の推移。
| 年                 | 事業者数 |
| ------------------ | -------- |
| 2016年（平成28年） | 226      |
| 2021年（令和3年）  | 246      |

### 従業員数の変遷
経済センサスによる従業員数の推移。
| 年                 | 従業員数 |
| ------------------ | -------- |
| 2016年（平成28年） | 1,816    |
| 2021年（令和3年）  | 2,120    |

## 交通
町域内に鉄道駅はないが、東急田園都市線・宮前平駅、東急田園都市線・JR東日本南武線溝の口駅、小田急小田原線・JR東日本南武線登戸駅へは川崎市営バスが、東急田園都市線・たまプラーザ駅、小田急小田原線・向ヶ丘遊園駅へは東急バスがそれぞれ利用可能である。

## 停留所
川崎市営バスの停留所
- たいら高山
- 川崎西部地域療育センター前
- 原ヶ谷
- 平
- 堰下
- 向丘出張所
- 平橋
- 向丘中学校下
- 白幡八幡前
- 白幡八幡前（新道）

白幡八幡前止まりの臨時深夜バスが運行されることがある。
堰下からは、登05系統登戸駅（生田緑地口）行きの始発便もわずかながら発着している。
2016年8月1日からは た83系統たまプラーザ駅～向ヶ丘遊園駅間の川崎市営・東急バス路線が新設され、これに伴い、白幡八幡前（新道）バス停が新設された。

## 施設
- 川崎市宮前区役所向丘出張所
- 川崎向ヶ丘郵便局
- 川崎市消防局宮前消防署向丘出張所
- 川崎市立平中学校
- 川崎市立平小学校
- 川崎市立向丘小学校
- 川崎市立平保育園
- 平こども文化センター
- 平風久保公園
- たいらなか公園
- 平公園
- 高山さくら公園
- 平三丁目公園
- 白幡台第二公園
- 平四丁目公園
- 平緑地
- 平寺山公園

## その他

### 日本郵便
- 郵便番号 : 216-0022[3]（集配局 : 宮前郵便局[25]）

### 警察
町内の警察の管轄区域は以下の通りである。
| 丁目    | 番・番地等 | 警察署     | 交番・駐在所 |
| ------- | ---------- | ---------- | ------------ |
| 平1丁目 | 全域       | 宮前警察署 | 神木交番     |
| 平2丁目 | 全域       | 宮前警察署 | 神木交番     |
| 平3丁目 | 全域       | 宮前警察署 | 神木交番     |
| 平4丁目 | 全域       | 宮前警察署 | 神木交番     |
| 平5丁目 | 全域       | 宮前警察署 | 神木交番     |
| 平6丁目 | 全域       | 宮前警察署 | 神木交番     |